# Radíkovice (Benešov)
Radíkovice je část okresního města Benešov. Nachází se na jihovýchodě Benešova. Radíkovice leží v katastrálním území Benešov u Prahy o výměře 40,24 km².

## Historie
První písemná zmínka o vesnici pochází z roku 1430.
V letech 1869–1950 byla vesnice součástí obce Myslíč a od roku 1961 se vesnice stala součástí města Benešov.

## Obyvatelstvo
| Rok            | 1869 | 1880 | 1890 | 1900 | 1910 | 1921 | 1930 | 1950 | 1961 | 1970 | 1980 | 1991 | 2001 | 2011 | 2021 |
| -------------- | ---- | ---- | ---- | ---- | ---- | ---- | ---- | ---- | ---- | ---- | ---- | ---- | ---- | ---- | ---- |
| Počet obyvatel | 36   | 57   | 44   | 74   | 65   | 71   | 68   | 43   | 55   | 57   | 24   | 28   | 32   | 14   | 13   |
| Počet domů     | 3    | 2    | 3    | 4    | 3    | 4    | 3    | 3    | 3    | 12   | 3    | 5    | 7    | 8    | 8    |